# Mountain Greenery
Mountain Greenery ist ein Lied, das Richard Rodgers (Musik) und Lorenz Hart (Text) verfassten und 1926 veröffentlichten.

## Hintergrund

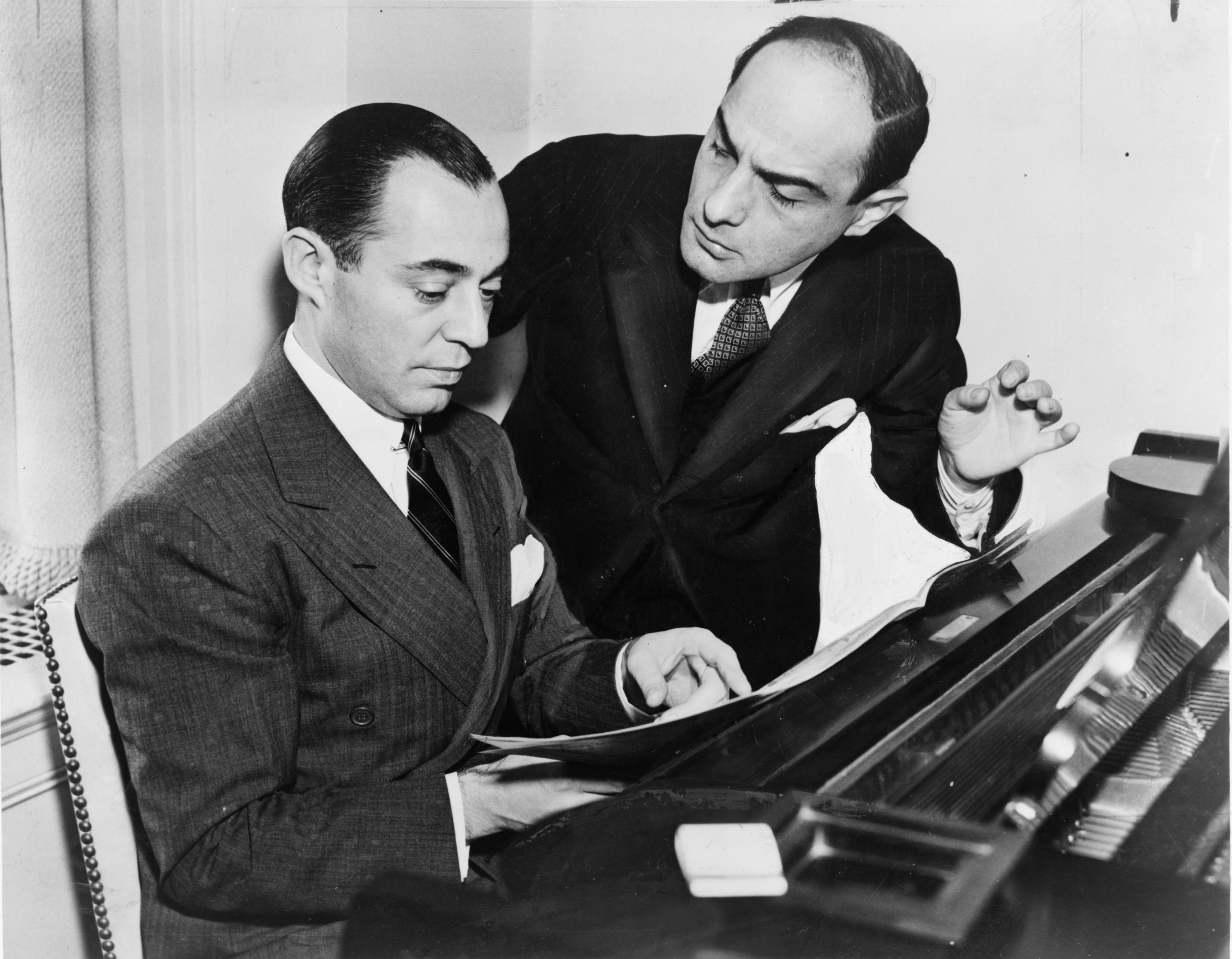
Richard Rodgers (links) und Lorenz Hart (1936)

Das Songwriterteam Rodgers und Hart schrieb das Lied für die zweite Ausgabe der Broadway-Revue The Garrick Gaieties; vorgestellt wurde Mountain Greenery dort von Sterling Holloway und Bobbie Perkins.
Der Song ist in C-Dur in der Form AABA geschrieben und sehr melodisch angelegt; der Refrain, mit cheerfully markiert, ist auch die einfache Anordnung von drei wiederholten Tönen aufgebaut, was sich wiederum auf verschiedenen Oktaven wiederholt. „Harts Songlyrik ist sehr witzig, indem er solch disparate Ausdrücke wie beanerie (dt. billiges Restaurant), machinery (Maschinen) und greenery (das Laub) reimt.“

## Erste Aufnahmen und spätere Coverversionen
Zu den ersten Musikern, die den Song ab Mai 1926 in den Vereinigten Staaten aufnahmen, gehörten Roger Wolfe Kahn und Frank Crumit (beide für Victor Records). In Berlin spielte ihn John Abriani ein, in London Fred Elizalde.
Der Diskograf Tom Lord listet im Bereich des Jazz insgesamt 160 (Stand 2015) Coverversionen, u. a. von Mel Tormé, Barbara Carroll, Henri Renaud/Al Cohn, Dave Pell, Lee Wiley, Jackie Cain, Peter Nero, Matt Dennis, Hazel Scott., Bobby Troup, Ruby Braff, Etta Jones, Ella Fitzgerald und Shorty Rogers.